# Philadelphus tsianschanensis
Philadelphus tsianschanensis là một loài thực vật có hoa trong họ Tú cầu. Loài này được Wang et Li miêu tả khoa học đầu tiên năm 1955.